# Hawker Tempest
Hawker Tempest a fost un avion de vânătoare britanic principal în cel de Al Doilea Război Mondial, unul din avioanele de vânătoare cele mai puternice în timpul războiului.

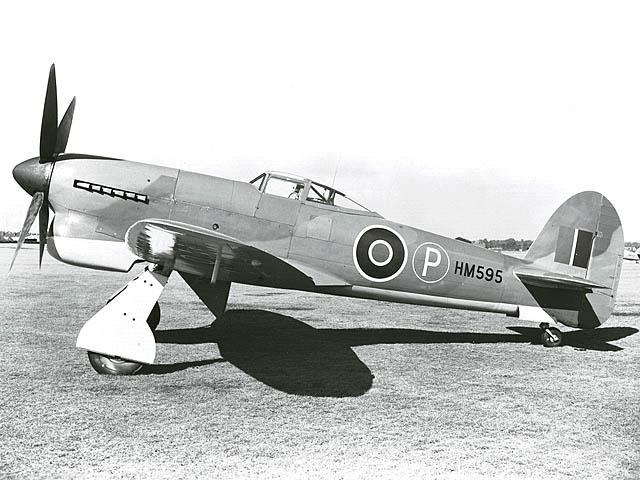
Tempest V prototipul HM595.

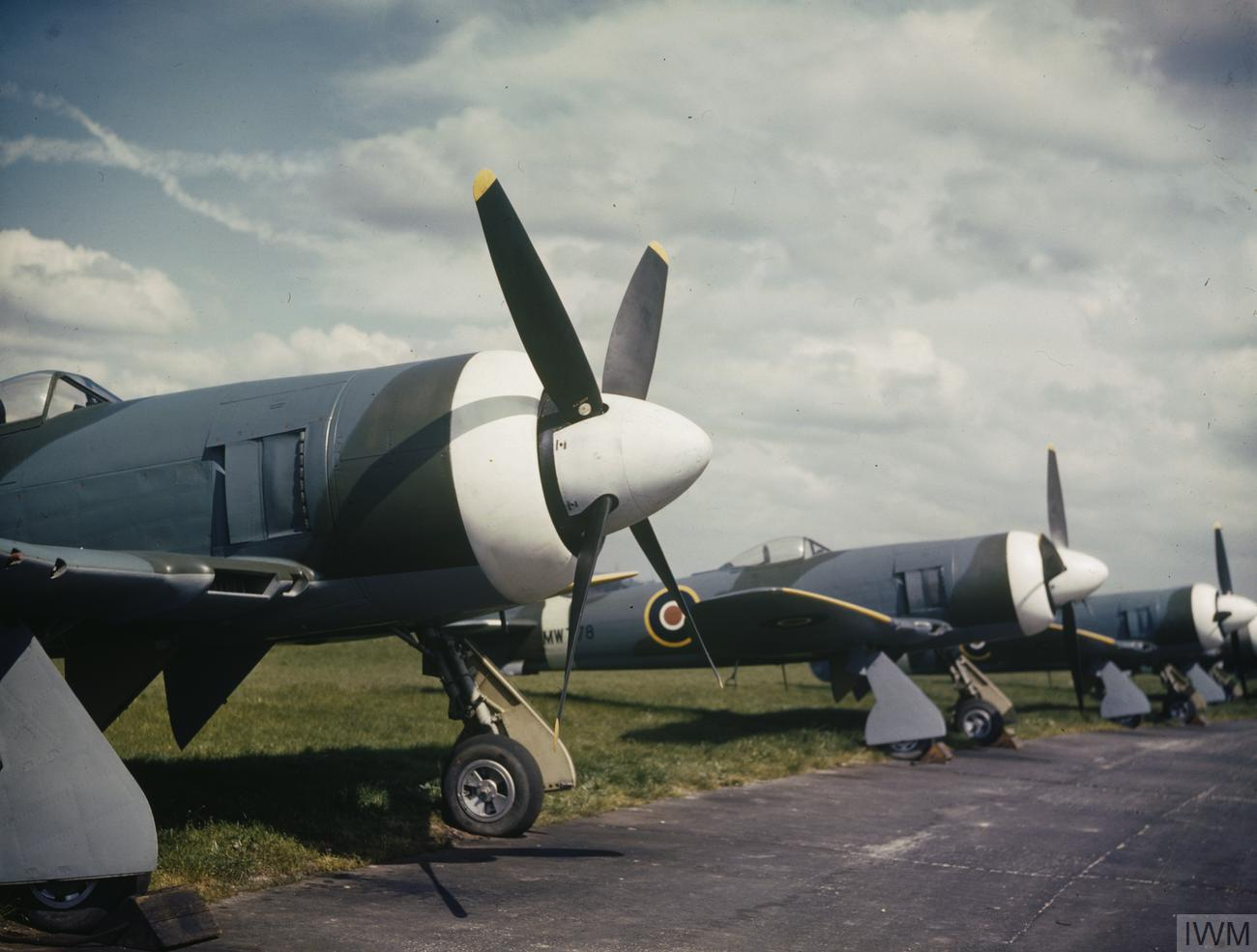
Noul Tempest Mk.II